# Ekkehard Maurer
Ekkehard Maurer (* 25. November 1918 in Berlin; † 25. Dezember 2002 in Icking-Irschenhausen) war ein deutscher Manager.

## Werdegang
Mauer kam als Sohn des Erich Maurer zur Welt. Er diente acht Jahre in der Wehrmacht als Soldat, darunter in der 	11./Infanterie-Regiment 67 als Oberleutnant. Er bekam am 1. April 1942 das Deutsche Kreuz in Gold verliehen. Am 7. Dezember 1944 erhielt er zusätzlich die Ehrenblattspange des Heeres als Hauptmann der II./Pz.Gren.Rgt. 9. Nach einer schweren Verwundung absolvierte er eine kaufmännische Ausbildung. 1952 emigrierte er nach Kanada und zog später weiter in die Vereinigten Staaten. Nach seiner Rückkehr nach Deutschland war er für 22 Jahre Geschäftsführer der Wacker Chemie in München.
Von 1977 bis März 1989 war er Mitglied des Präsidiums des Goethe-Instituts, darunter vier Jahre als Vizepräsident. Er war Mitbegründer der deutschen Gesellschaft der Freunde des Weizmann-Instituts sowie Vorsitzender der Gesellschaft für Auslandskunde.

## Orden und Auszeichnungen
- 1. April 1942: Deutsches Kreuz in Gold
- 7. Dezember 1944: Ehrenblattspange des Heeres
- 1983: Großes Verdienstkreuz der Bundesrepublik Deutschland